# Carl Röchling (Industrieller)

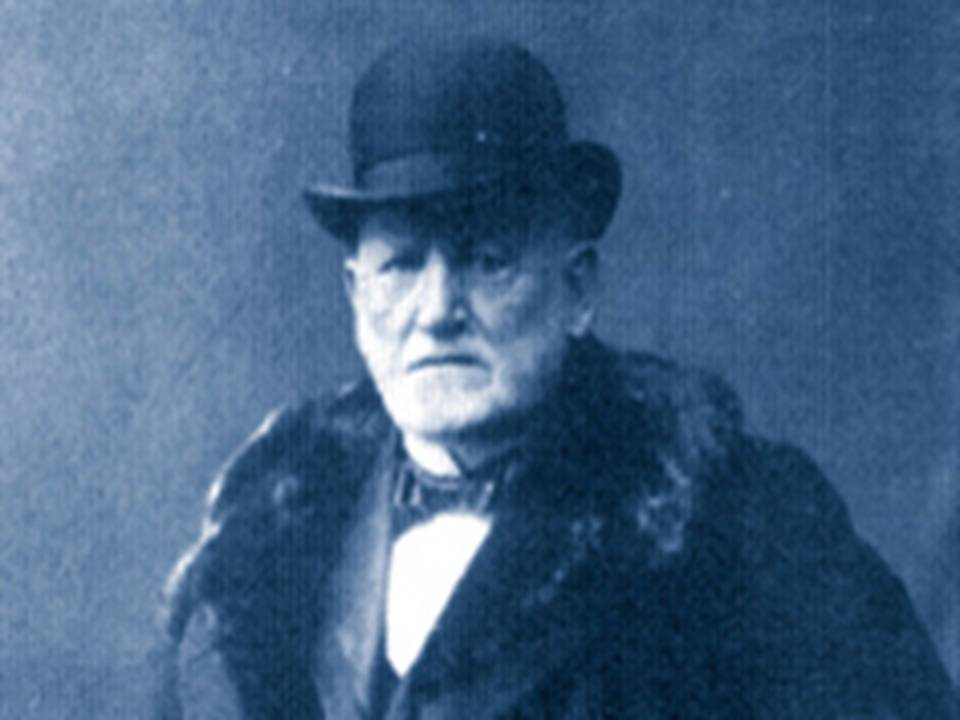
Carl Röchling

Carl Röchling (* 25. Februar 1827 in Saarbrücken; † 26. Mai 1910 ebenda) war ein deutscher Montan-Unternehmer.

## Leben und Wirken
Der Sohn eines Mediziners absolvierte nach dem Besuch des Gymnasiums in Saarbrücken eine Lehre im Eisenhüttenwerk Karcher & Westermann in Metz, arbeitete in Rotterdam und Le Havre und trat dann als Teilhaber in das Kohlen- und Bankgeschäft C. Schmidtborn in Saarbrücken ein, aus der sich später die Firma Gebr. Röchling entwickelte. Röchling errichtete Mitte der 1850er Jahre gemeinsam mit der Firma Gebr. Haldy die Hochofenanlage in Pont-à-Mousson, gründete 1852 die Koksofenanlage in Altenwald und 1860 die Gasfabrik in Saargemünd.
1857 heiratete Carl Röchling Alwine Vopelius (1837–1918, Tochter des Unternehmers Johann Ludwig Vopelius). Als Mitgift erhielt seine Ehefrau Anteile an der Grube Hostenbach, die zunächst noch mehrheitlich der Familie Vopelius gehörte. Carl übernahm kurze Zeit später die Führung und war ab 1899 alleiniger Geschäftsführer. Damit war die Grube in den Besitz der Familie Röchling übergegangen, die die Kohle für die Eisen- und Stahlerzeugung einsetzte.
1881 erwarb er das Eisenwerk in Völklingen, das als Puddel- und Schweißwerk ausgebaut wurde. 1883 konnte der erste Hochofen in Betrieb genommen werden; 1886 begann die Erzeugung von Koks. 1890 ließ Röchling das Thomas-Stahlwerk, 1898 die Karlshütte bei Diedenhofen erbauen.

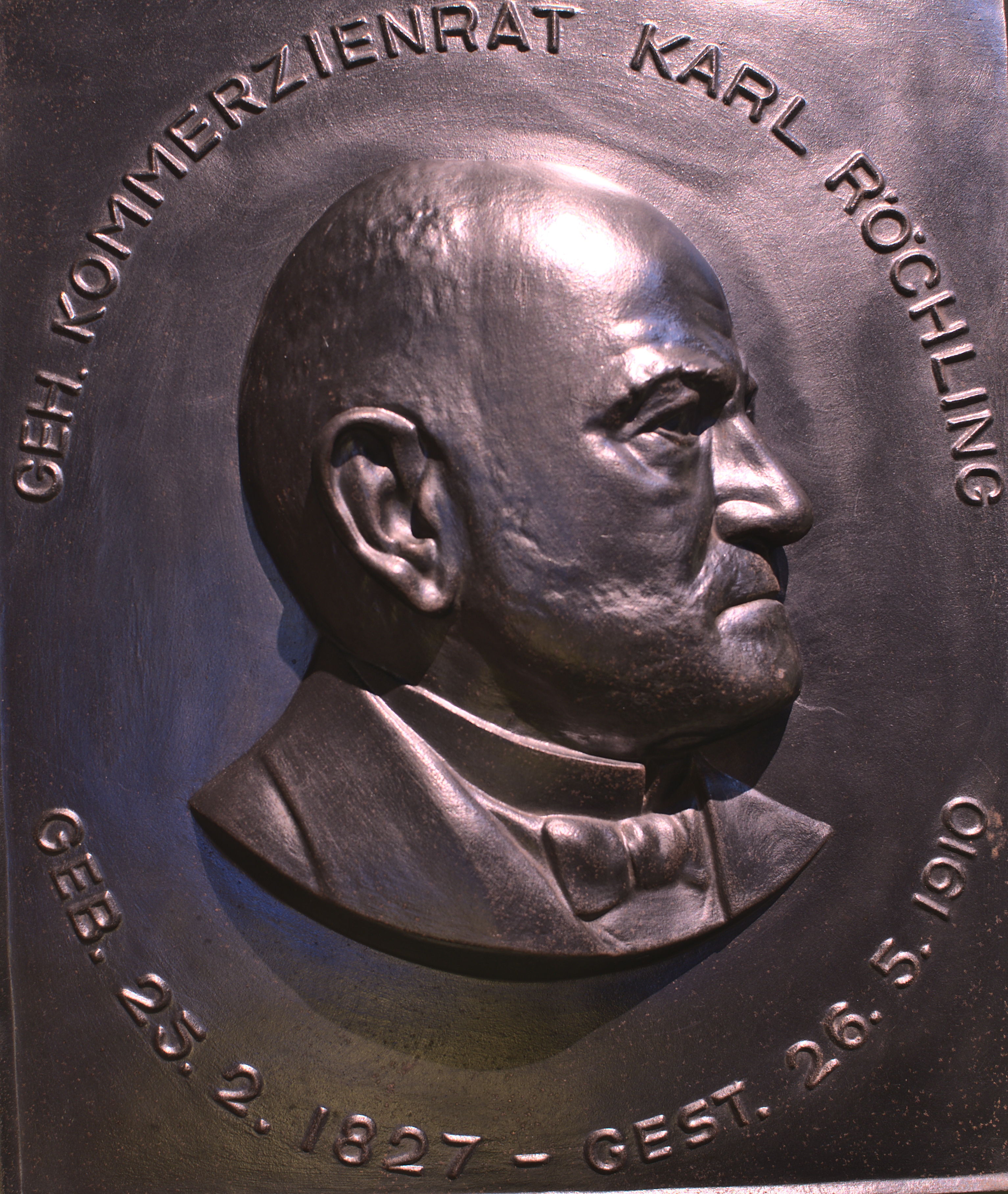
Gedenktafel an Carl Röchling, ausgestellt in der Völklinger Hütte

Aus der Ehe von Carl und Alwine Röchling gingen 14 Kinder hervor, darunter Hermann Röchling (1872–1955). Auf dem Saarbrücker Triller ließ Carl Röchling von dem Baumeister Rahfeld eine Villa und eine eigene Grabkapelle in neugotischem Stil errichten. In der Kapelle wurden neben Carl Röchling bis heute 22 Mitglieder seiner Familie beigesetzt.